# 네타 리스킨
네타 리스킨(Neta Riskin, 1976년 10월 28일 ~ )은 이스라엘의 모델, 배우이다.
텔아비브에서 태어났다.

## 영화
- 다마스쿠스 커버 (2018년)
- 쉘터 (2017년)
- 그리움 (2017년)
- 세이빙 네타 (2016년)
- 노만: 어느 뉴요커의 신분상승과 몰락 (2016년)
- 사랑과 어둠의 이야기 (2015년)
- 애니웨어 엘스 (2014년)
- 리터니 (2010년)